# Teemu Turunen
Teemu Eemeli Turunen, född 24 november 1995 i Helsingfors, Finland, är en finländsk ishockeyspelare som spelar för HIFK i FM-ligan. Turunen är högerforward.

### Fotnoter
1. ↑  ”Urheilukoulun talvilajien saapumiserä III/17 valittu - Maavoimien uutiset ja teema-artikkelit - Maavoimat”. maavoimat.fi. Arkiverad från originalet den 5 augusti 2019. https://web.archive.org/web/20190805091101/https://maavoimat.fi/artikkeli/-/asset_publisher/urheilukoulun-talvilajien-saapumisera-iii-17-valittu%3F_101_INSTANCE_7uajwmrjv01B_languageId%3Dfi_FI. Läst 5 augusti 2019.
2. ↑  ”Teemu Turunen at eliteprospects.com” (på engelska). www.eliteprospects.com. https://www.eliteprospects.com/player/66909/teemu-turunen. Läst 5 augusti 2019.